# Vsetínské vrchy
Vsetínské vrchy är en bergskedja i Tjeckien. Den ligger i den östra delen av landet, 280 km öster om huvudstaden Prag.